# Coeloplana echinicola
Coeloplana echinicola är en kammanetart som beskrevs av Tanaka 1932. Coeloplana echinicola ingår i släktet Coeloplana och familjen Coeloplanidae. Inga underarter finns listade i Catalogue of Life.